# Срединна държава
Срединната (Чжунго) или Поднебесната (Тянся) държава – така китайците през Античността и Средновековието наричат своята империя.
Според китаецентристката доктрина, Китай се намира в центъра на населения свят, а около него се разполагат останалите страни и владения, на които върховен сюзерен е единственият Син на небето (кит. Тянцзи) – китайският император.